# 宾得 K-3 II
賓得士K-3 II（Pentax K-3 II）是理光推出的高階APS-C數位單眼相機，發表於2015年4月22日。

## 概要
K-3 II和先前的機種不同的是，它的機頂無閃光燈，原閃光燈元件空間以GPS模組取代，並且該模組可進行天體追蹤功能AstroTracer（該功能在天文攝影時可短時間追蹤在天球上運動的天體，即抵銷地球自轉，較長時間曝光時可拍攝更清晰與細節更多的天文影像。先前機種需另購O-GPS1模組才可使用該功能）與讓影像解析度更高的像素偏移解析度（Pixel Shift Resolution）功能。如不使用前述兩項功能，則可在拍攝的影像中記錄拍攝座標，讓攝影師事後可以重建一系列照片的拍攝路線。
像素偏移解析度功能開啟時，每次拍攝會在短時間內拍攝4張照片，之後在相機內合成最終影像。所拍攝影像空間解析度較高原理是因為在每一對連續曝光之間感光元件會有一個像素的位移，這使感光元件的四個拜爾濾色鏡在拍攝時每個濾色鏡都可搭配到一個像素（兩個綠色與紅色和藍色各一）。因此每個像素都可獲得完整的影像光譜，以得到更準確（並非內插）的色彩與更高的解析度。以像素偏移模式拍攝的照片儲存格式和一般模式拍攝照片一樣可以是JPEG或RAW。像素偏移模式的RAW檔案相當於包含了一般模式四次拍攝的RAW檔案，因此檔案大小將近一般模式的4倍。像素偏移模式的最佳拍攝對象是靜態物體，這是因為每次拍攝從第一次到最後一次曝光總共花費1.3秒。這也代表必須配合三腳架或其他相機穩定裝置拍攝。
另外值得一提的是K-3 II的影像穩定系統。K-3II的影像穩定能力為相機影像器材工業協會（CIPA）標準的4.5軸防震，比先前K-3的3.5軸更加穩定。理光還宣稱K-3 II的自動對焦系統較先前機種更加精進

## 外部連結
- Official product page